# Brémonde de Tarascon
Alexandrine Élisabeth Bremond (Tarascon, 28 de outubro de 1858 — FOntvieille, 22 de junho de 1898), mais conhecida como Brémonde de Tarascon, foi uma poetisa francesa. Em vida, foi membro da Félibrige, uma sociedade que lutava pela preservação da língua occitana.